# BC Rytas
O BC Rytas (em lituano:  Krepšinio Klubas Rytas), anteriormente conhecido como Lietuvos Rytas, é um clube profissional de basquetebol sediado na cidade de Vilnius, Lituânia que atualmente disputa a Liga Lituana. Foi fundado em 1997 e manda seus jogos na Siemens Arena que possui capacidade de 11.000 espectadores e na Lietuvos Rytas Arena utilizada para jogos de menor vulto e possui capacidade de 2.500 espectadores.

## Prêmios

### Competições Domésticas
- Liga Lituana
  - Campeão (7): 2000, 2002, 2006, 2009, 2010, 2022, 2024
- Copa da Lituânia
  - Campeão (3): 1998, 2009, 2010

### Competições Continentais
- ULEB Eurocup
  - Campeão (2): 2005, 2009
  - Finalista (1): 2007
- Pequena Tríplice Coroa (Não oficial)
  - Campeão (1): 2009

### Competições Regiona
- Liga Norte Europeia
  - Campeão (1): 2002
  - Finalista (1): 2000
- Liga Báltica
  - Campeão (3): 2006, 2007, 2009

### Competições de Pré-temporada

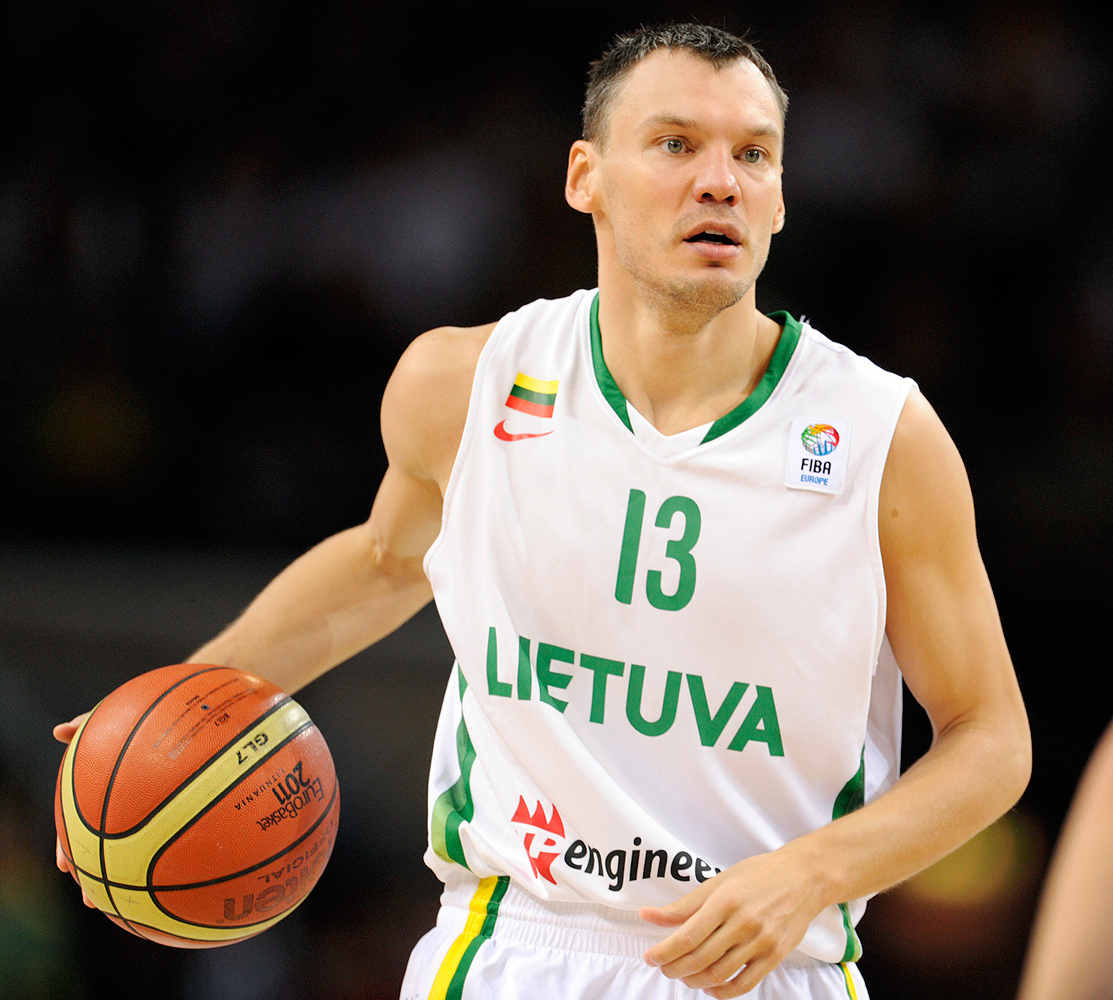
Šarūnas Jasikevičius começou sua carreira no Lietuvos Rytas.

- 1 BBL Presidents Cup: 2008Šarūnas Jasikevičius começou sua carreira no Lietuvos Rytas.

## Temporada por Temporada

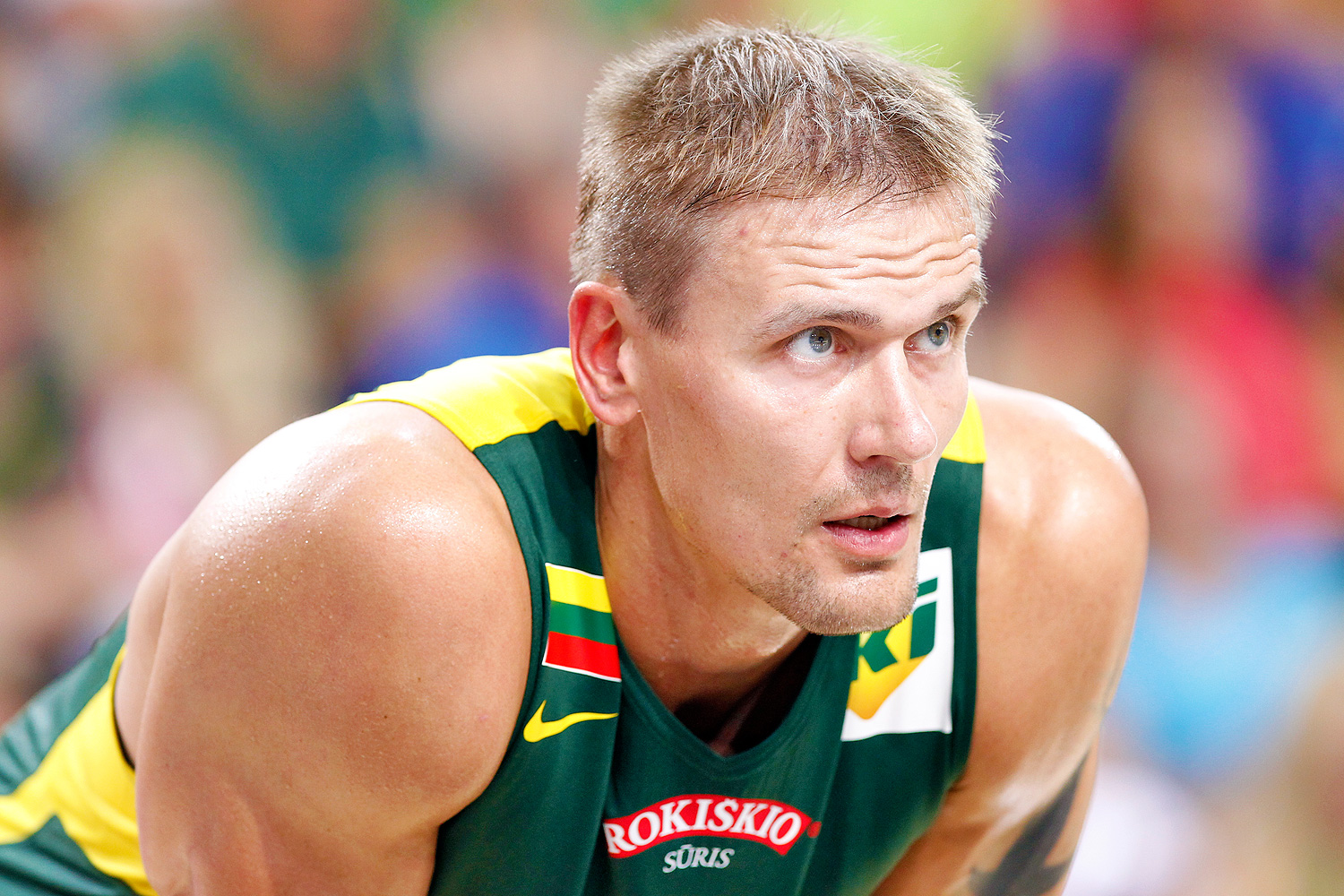
Lietuvos Rytas foi um dos primeiros clubes profissionais de Robertas Javtokas.

| Temporada | LKL           | LKF Cup            | Competições Regionais                | Competições Europeias              |
| --------- | ------------- | ------------------ | ------------------------------------ | ---------------------------------- |
| 1997–98   | 3º Lugar      | Campeão            | –                                    | Copa Korać Top 32                  |
| 1998–99   | Finalist      | –                  | Liga Norte Europeia 3º Lugar         | Copa Saporta Top 32                |
| 1999–00   | Campeão       | –                  | Liga Norte Europeia Finalista        |                                    |
| 2000–01   | Finalista     | –                  | Liga Norte Europeia 3º Lugar         | Suproleague Top 16                 |
| 2001–02   | Campeão       | –                  | Liga Norte Europeia Campeão          | Copa Saporta Oitavas de Final      |
| 2002–03   | Finalista     | –                  | NEBL Finalista                       | Champions Cup Fase de Grupos       |
| 2003–04   | Finalista     | –                  | –                                    | ULEB Cup Quartas de Finais         |
| 2004–05   | Finalista     | –                  | BBL Elite Division Finalista         | ULEB Eurocup Campeão               |
| 2005–06   | Campeão       | –                  | BBL Elite Division Campeão           | Euroliga Top 16                    |
| 2006–07   | Finalista     | Finalista          | BBL Elite Division Campeão           | ULEB Cup Finalista                 |
| 2007–08   | Finalista     | Finalista          | BBL Elite Division Finalista         | Euroliga Top 16                    |
| 2008–09   | Campeão       | Campeão            | 1ª Divisão da Liga Báltica Campeão   | Eurocup Campeão                    |
| 2009–10   | Campeão       | Campeão            | 1ª Divisão da Liga Báltica Finalista | Euroliga Fase de Grupos            |
| 2010–11   | Finalista     | Finalista          | 1º Divisão da Liga Báltica 3º Lugar  | Euroliga Top 16                    |
| 2010–11   |               | VTB Fase de Grupos |                                      | Euroliga Top 16                    |
| 2011–12   | Finalista     | –                  | 1ª Divisão da Liga Báltica Finalista | Classificatória Euroliga Finalista |
| 2011–12   | Finalista     | –                  | VTB 3º Lugar                         | Eurocup 3º Lugar                   |
| 2012–13   | Finalista     | –                  | VTB Fase de Grupos                   | Euroliga Fase de Grupos            |
| 2013–14   | 3º Lugar      | Finalista          | VTB Semifinais                       | Classificado para Euroliga         |
| 2013–14   | 3º Lugar      | Finalista          | VTB Semifinais                       | Euroliga Fase de Grupos            |
| 2013–14   | 3º Lugar      | Finalista          | VTB Semifinais                       | Eurocup Oitavas de Final           |
| 2014–15   | Finalista     | Finalista          | –                                    | Eurocup Oitavas de Final           |
| 2015-16   | Semifinalista | Campeão            | -                                    | Eurocup Fase de Grupos             |
| 2016-17   | Semifinalista | Quartas de Finais  |                                      | Eurocup                            |